# Ulrike Eleonore von Hessen-Philippsthal

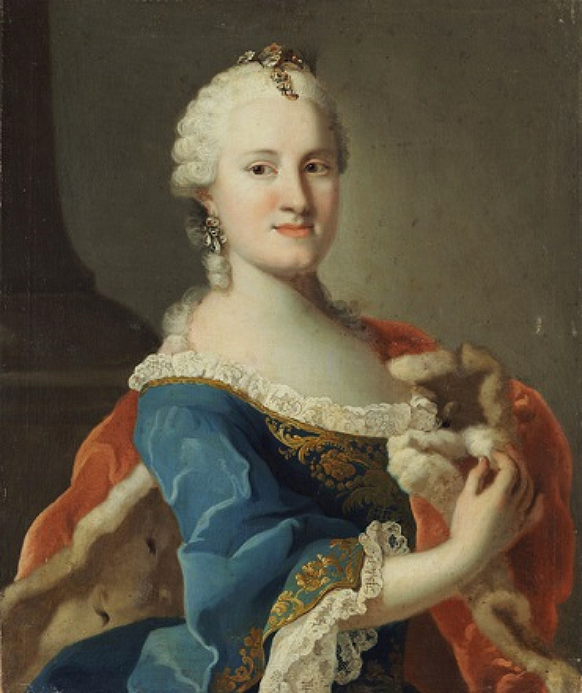
Ulrike Eleonore Prinzessin von Hessen-Philippsthal-Barchfeld (1732–1795), Ehefrau des Wilhelm von Hessen-Philippsthal

Ulrike Eleonore von Hessen-Philippsthal (* 17. April 1732 in Ypern, Belgien; † 2. Februar 1795 in Bückeburg) war landgräfliche Prinzessin und durch Heirat Landgräfin von Hessen-Philippsthal.

## Leben

### Herkunft und Familie
Ulrike Eleonore war die Tochter des Landgrafen Wilhelm von Hessen-Philippsthal-Barchfeld, der kurz vor ihrer Geburt Stadt- und Festungskommandant von Ypern geworden war. Ihre Mutter war Charlotte Wilhelmine von Anhalt-Bernburg-Schaumburg-Hoym. Ulrikes Geschwister waren
- Charlotte Friederike Catharina (1725–1798, ⚭ 1765 Graf Albrecht August von Ysenburg-Büdingen-Wächtersbach)
- Friedrich (1727–1777, ⚭ 1772 Gräfin Sophie Henriette zu Salm-Grumbach (1740–1800))
- Johanna Charlotte (1730–1799)
- Caroline (1731–1808)
- Karl Wilhelm (1734–1764, Offizier im niederländischen Heer)
- Anna Friederike Wilhelmine (1735–1785, ⚭ Ludwig Heinrich Adolf Graf zu Lippe-Detmold, 1732–1800, Sohn von Simon Heinrich zur Lippe-Detmold)
- Dorothea Marie (1738–1799, ⚭ 1764 Graf Johann Karl Ludwig zu Löwenstein-Wertheim-Virneburg (1740–1816))
- und Adolf(1743–1803, paragierter Landgraf, ⚭ 1781 Prinzessin Luise von Sachsen-Meiningen (1752–1805))

Alle Kinder sind in den Niederlanden aufgewachsen, wo der Vater  in Militärdiensten stand.
Am 22. Juni 1755 schloss Ulrike Eleonore mit ihrem Cousin Wilhelm von Hessen-Philippsthal (1726–1810) in Tournai die Ehe, aus der zahlreiche Kinder hervorgegangen sind. Die meisten Kinder wurden in Philippsthal geboren. Von zehn Kindern erreichten nur sechs das Erwachsenenalter.
- Karl (1757–1793, Oberstleutnant im Leibregiment von Hessen-Kassel)
- Juliane (1761–1799, ⚭ Philipp II. (Schaumburg-Lippe))
- Friedrich (1764–1794, Kaiserlich russischer Oberstleutnant in Leibkürassier-Regiment, gefallen in holländischen Diensten)
- Ludwig (1766–1816, Landgraf)
- Ernst Konstantin (1771–1849, ⚭ Luise von Schwarzburg-Rudolstadt)

Ulrike Eleonore starb 1795 in Bückeburg, wo sie sich bei ihrer Tochter Juliane aufhielt.